# Joseph Freiherr von Eichendorff
Joseph Freiherr von Eichendorff (Castle Lubowitz, Ratibor, Silésia, agora Polônia, 10 de março de 1788 – Nysa, 26 de novembro de 1857) foi um poeta, romancista, dramaturgo, crítico literário, tradutor e antropólogo alemão. Eichendorff foi um dos principais escritores e críticos do Romantismo. Desde sua publicação e até os dias atuais, algumas de suas obras têm sido muito populares na Europa de língua alemã.

## Carreira
Eichendorff tornou-se famoso por sua novela de 1826 Aus dem Leben eines Taugenichts (livremente traduzida: Memórias de um Bem para Nada) e seus poemas. The Memoirs of a Good-for-Nothing é uma típica novela romântica cujos temas principais são o desejo errante e o amor. O protagonista, filho de um moleiro, rejeita o ofício de seu pai e se torna jardineiro em um palácio vienense, onde posteriormente se apaixona pela filha do duque local. Como, com seu status humilde, ela é inatingível para ele, ele foge para a Itália – apenas para retornar e descobrir que ela é a filha adotiva do duque e, portanto, dentro de seu alcance social.  Com sua combinação de mundo onírico e realismo, Memórias de um Bem por Nada é considerado um ponto alto da ficção romântica. Um crítico afirmou que o Good-for-Nothing de Eichendorff é a "personificação do amor à natureza e uma obsessão por caminhadas". Thomas Mann chamou o Good-for-Nothing de Eichendorff de uma combinação de "a pureza da canção folclórica e do conto de fadas".
Muitos dos poemas de Eichendorff foram publicados pela primeira vez como partes integrantes de suas novelas e histórias, onde muitas vezes são interpretados em canções por um dos protagonistas. Só a novela Good-for-Nothing contém 54 poemas.

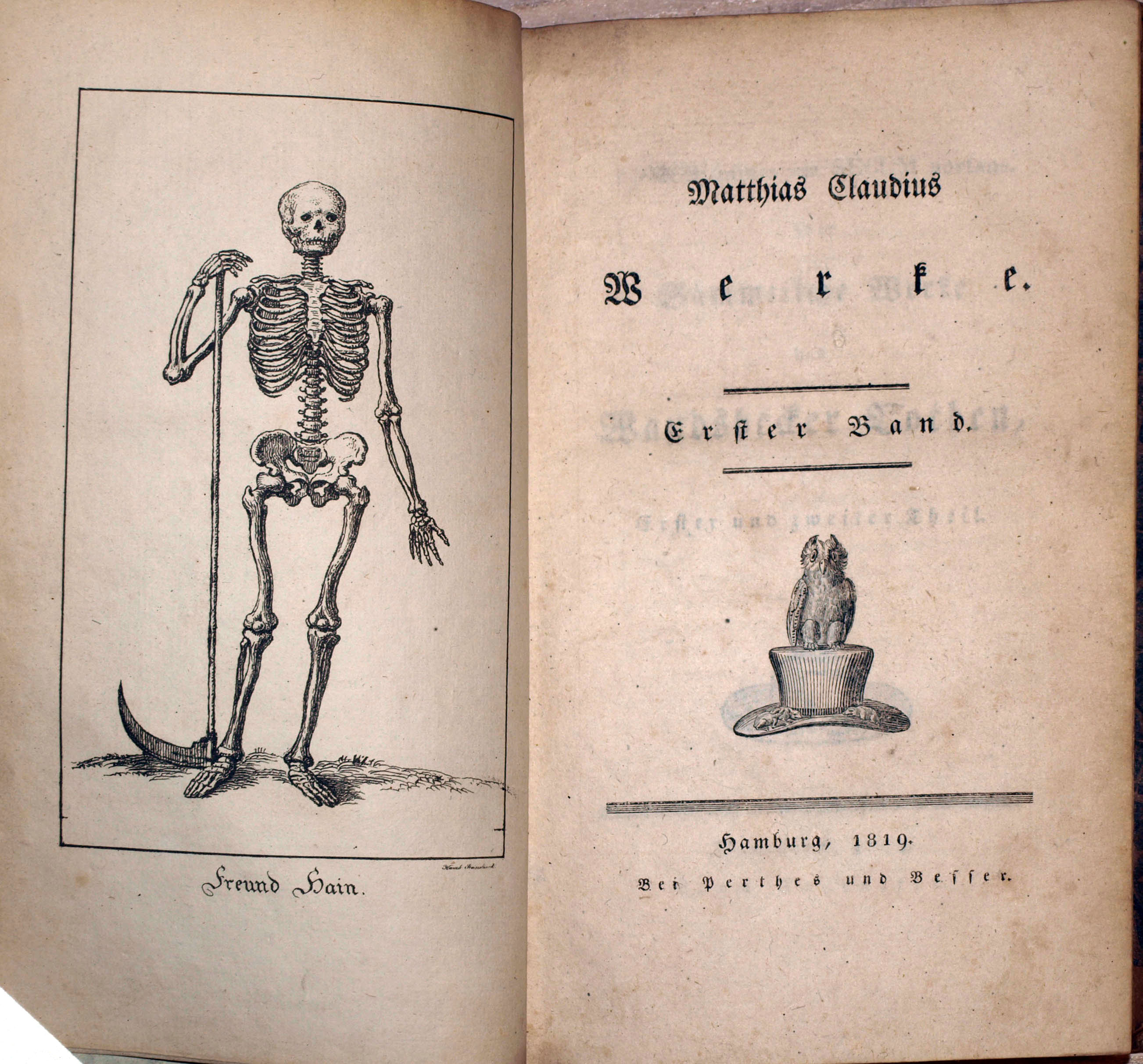
Matthias Claudius' works, vol.1

## Trabalhos

### Poemas
- In einem kühlen Grunde (1807/08 em Heidelberg-Rohrbach)
- Die Riesen, Anklänge (1808)
- Lied (1810)
- Abschied (1810)
- Zwielicht (1812)
- Das zerbrochene Ringlein oder auch Untreue (1813)
- Morgengebet (1814)
- Die zwei Gesellen (1818)
- Der frohe Wandersmann (Wem Gott will rechte Gunst erweisen, 1822)
- Der Abend (1826)
- Sehnsucht (1834)
- Schöne Fremde (vor 1834)
- Wünschelrute (1835)
- Lichtlein im Walde (1836)
- Begegnung (1837)
- Mondnacht (1837)
- Das Bilderbuch (1837)
- Der Einsiedler (1838)
- Eldorado (1841)
- Stimmen der Nacht (1841)
- In Danzig (Dunkle Giebel, hohe Fenster, 1842)
- Lockung
- Zauberblick
- Frühlingsmarsch
- Abschied (O Täler weit, o Höhen)
- Waffenstillstand der Nacht
- An die Waldvögel
- In der Fremde
- Auf einer Burg
- Echte Liebe
- Die Blätter fallen
- Der Soldat
- Wanderlied der Prager Studenten
- An der Grenze
- Heimweh
- Herbst
- Nachtzauber
- Ständchen
- Bei Halle
- Bei einer Linde
- Der Gärtner
- Waldgespräch
- Frische Fahrt
- Durcheinander
- Wunder über Wunder
- Frisch auf!
- Der Jäger Abschied
- Allgemeines Wandern
- Nachts
- Die Nachtblume
- Meeresstille
- Der Glücksritter
- Der Nachtvogel
- Frühlingsnacht
- Kurze Fahrt
- Lockung
- Neue Liebe
- Schifferspruch
- So oder so
- Der Kehraus
- Winternacht
- Vöglein in den sonn’gen Tagen
- Trost
- An meinem Geburtstage
- Reiselied
- Der stille Grund
- Die Nacht
- Lieber alles
- Die Stillen
- Der letzte Gruß
- Erinnerung
- Weihnachten
- Frühlingsgruß
- Der Morgen
- Todeslust
- Frühlingsfahrt
- Wahl
- Die blaue Blume
- Frau Venus
- Die Sperlinge
- Wandernder Dichter
- Der Blick
- Abendrot
- Der Unbekannte
- Verschwiegene Liebe

### Coletâneas de poesia
- Joseph von Eichendorff: Liebesgedichte, editado por Wilfried Lutz, Insel Verlag, Frankfurt/Main e Leipzig 2000, ISBN 3-458-34291-5

### Romances
- Ahnung und Gegenwart (1815)
- Dichter und ihre Gesellen (1834)

### Novelas e contos
- Die Zauberei im Herbste (1808)
- Das Marmorbild (1819) (Ausgabe von 1826)
- Aus dem Leben eines Taugenichts (1826)
- Viel Lärmen um nichts (1832)
- Auch ich war in Arkadien (1834)
- Das Schloß Dürande (1837)
- Unstern (1839)
- Die Entführung (1839)
- Die Glücksritter (1840)
- Eine Meerfahrt (1841)
- Ein Auswanderer (Erstdruck 1857)

### Épicos
- Julian (1853)
- Robert und Guiscard (1855)
- Lucius (1857)

### Peças
- Krieg den Philistern (1824)
- Ezzelin von Romano (1828)
- Meierbeths Glück und Ende (1828)
- Der letzte Held von Marienburg (1830)
- Die Freier (1833)